# جيلبرت جوتفريد
جيلبرت جوتفريد (بالإنجليزية: Gilbert Gottfried)‏ مواليد 28 فبراير 1955 في بروكلين، نيويورك، الولايات المتحدة، هو ممثل أمريكي.

## الأعمال
- ساترداي نايت لايف
- علاء الدين
- علاء الدين
- علاء الدين وملك اللصوص
- كينغدوم هارتس
- سي اس آي: التحقيق في موقع الجريمة
- سلسلة من الأحداث المأساوية
- بيكر
- فاميلي غاي
- شريكي المفضل هو قرد
- هانا مونتانا
- مدرسة الامبراطور الجديدة
- بوب ساجيت
- البديل (مسلسل تلفزيوني)
- مزرعة المشاغبين
- شارع السمسم
- الهرم
- مليون طريقة للموت في الغرب

## وصلات خارجية
- الموقع الإلكتروني
- جيلبرت جوتفريد على موقع IMDb (الإنجليزية)
- جيلبرت جوتفريد على موقع روتن توميتوز (الإنجليزية)
- جيلبرت جوتفريد على موقع ألو سيني (الفرنسية)
- جيلبرت جوتفريد على موقع ميوزك برينز (الإنجليزية)
- جيلبرت جوتفريد على موقع أول موفي (الإنجليزية)
- جيلبرت جوتفريد على موقع قاعدة بيانات برودواي على الإنترنت (الإنجليزية)
- جيلبرت جوتفريد على موقع قاعدة بيانات الأفلام السويدية (السويدية)
- جيلبرت جوتفريد على موقع إن إن دي بي (الإنجليزية)
- جيلبرت جوتفريد على موقع ديسكوغز (الإنجليزية)
- جيلبرت جوتفريد على موقع قاعدة بيانات الفيلم (الإنجليزية)